# SID Anime Best 2008-2017
『SID Anime Best 2008-2017』（シドアニメベスト）は、シドのベスト・アルバム。2018年4月4日にキューンミュージックから発売された。

## 解説
- シドがこれまでに発表したアニメソングをまとめて収録したベスト・アルバムである。
- 初回限定盤、通常盤の2形態で発売された。限定盤には初回特典として歴代アニメ5作品着せ替えジャケット（蛇腹仕様）、シド15周年ヴィジュアル着せ替えジャケット、DVD 「ASH」（Music Video / Live Edition）を収録。

## 収録曲
全作詞：マオ
1. モノクロのキス
  - TVアニメ「黒執事」オープニングテーマ
  - 作曲 Shinji
2. 嘘
  - TVアニメ「鋼の錬金術師 FULLMETAL ALCHEMIST」エンディングテーマ
  - 作曲 ゆうや
3. ドラマ
  - Wii専用ソフト「鋼の錬金術師 FULLMETAL ALCHEMIST 暁の王子」オープニングテーマ
  - 作曲 御恵明希
4. レイン
  - TVアニメ「鋼の錬金術師 FULLMETAL ALCHEMIST」オープニングテーマ
  - 作曲 ゆうや
5. 乱舞のメロディ
  - TV東京系アニメ「BLEACH」オープニングテーマ
  - 作曲 御恵明希
6. V.I.P
  - TVアニメ「マギ」第1期オープニングテーマ
  - 作曲 御恵明希
7. ANNIVERSARY
  - TVアニメ「マギ」第2期オープニングテーマ
  - 作曲 御恵明希
8. ENAMEL
  - TVアニメ「黒執事 Book of Circus」オープニングテーマ
  - 作曲 御恵明希
9. 硝子の瞳
  - 劇場版アニメーション「黒執事 #Book of the Atlantic」主題歌
  - 作曲 ゆうや
10. 螺旋のユメ
  - TVアニメ「将国のアルタイル」オープニングテーマ
  - 作曲 御恵明希
11. ASH ＜BONUS TRACK＞
  - LiSAに楽曲提供した同名タイトルの楽曲のセルフカバー
  - 作曲 御恵明希